# Pipe (volleybal)
Een pipe is een aanvalstactiek gebruikt in het volleybal. De pipeaanval is een aanval door het midden, op circa twee meter van het net, waarbij gesprongen wordt vanachter de driemeterlijn. Het is de bedoeling dat de blokkeerders van de tegenpartij met de middenaanvaller meegaan (deze komt op een eerste tempo-setup), waarna de pipeaanvaller vrij spel heeft en zo dus kan scoren. Wanneer deze perfect wordt uitgevoerd, heeft de pipe-aanvaller geen blok waardoor het voor hem altijd gewonnen spel is.
Spelers die deze aanval goed beheersen zijn een luxe voor elke spelverdeler, deze heeft zodoende een optie meer in aanval.
De pipe wordt voornamelijk uitgevoerd door de passer-loper, als deze in het achterveld staat. Deze zal van plek verwisselen met de middenaanvaller/libero. De pipe wordt tegenwoordig steeds meer gebruikt, zowel in heren- als in damesvolleybal.
Deze aanvalstactiek is bedacht door overleden ex-volleyballer Pieter Jan Leeuwerink.